# Websphere
Websphere är en produktfamilj från IBM. Den mest omtalade produkten i familjen är WebSphere Application Server.
WebSphere Application Server är en Java-baserad miljö för drift av J2EE-applikationer.

## Några andra produkter inom WebSphere-familjen
WebSphere Cast Iron - integrationsserver speciellt för molntjänster
WebSphere DataPower - en gateway för integration, säkerhet och B2B
WebSphere MQ - servermjukvara för meddelandehantering